# Račak
Račak is een plaats in de gemeente Netretić in de Kroatische provincie Karlovac. De plaats telt 5 inwoners (2001).